# 퍼텐셜 우물
퍼텐셜 우물은 변위에 따른 위치 에너지의 그래프에서, 극솟값(local minimum) 주위를 일컫는다. 물체가 퍼텐셜 우물의 바닥에 정지해 있는 경우, 외력의 작용이 없으면 에너지 변화가 없는 채로 우물의 바닥에 남아 있다. 고전 역학에서 두 개 이상의 퍼텐셜 우물이 있는 경우, 물체의 역학적 에너지가 두 퍼텐셜 우물 사이의 턱보다 높지 않다면 물체는 턱을 넘지 못하고 한 쪽의 우물에서만 운동한다.
물체에 퍼텐셜 우물의 턱을 넘을 수 있을 만큼 충분한 에너지가 공급되면, 물체는 스스로 운동하여 퍼텐셜 우물을 빠져나올 수 있다. 양자역학에서, 양자 입자들의 확률적 특징들 때문에, 에너지의 공급 없이도 물체가 퍼텐셜 우물을 빠져나갈 수 있다. 이러한 현상을 터널링이라고 한다.

## 같이 보기
- 양자 우물
- 상자속 입자
- 유한 퍼텐셜 우물